# OggWrit
OggWrit je v současnosti neudržovaný a nekompletní, i když částečně použitelný otevřený formát a kodek časovaného textu určený pro kontejner Ogg.

## Popis formátu
Na rozdíl od většiny titulkových formátů je textová stopa v kontejneru připojená k audio nebo/a video stopě a tvoří tak s původním videem nebo audiem jediný soubor. Formát umožňuje vložení jak do video souborů Ogg Theora, tak do prostých audio souborů Ogg FLAC, Ogg Vorbis nebo Ogg Speex s možností zprostředkovat přepis řeči, texty písniček apod. Je navržen tak, aby bylo jednoduché ho rozšiřovat o nové možnosti. V současnosti podporuje více řečí současně nebo specifické umístění textu v jednom nebo více oknech.

## Zastavený vývoj
Od roku 2008 není formát udržován. Je ve stádiu částečné použitelnosti, ale použití není pro jeho nekompletnost doporučeno. Formát v současnosti nepodporuje žádná dostupná uživatelská aplikace.

## Náhrada formátu
Preferovaný formát pro časovaný text v Ogg kontejneru je OggKate. Pro Ogg existují ještě formáty CMML nebo OGM/SRT, ty ale nejsou schválené ani doporučené. Kate se rychle stává standardním formátem pro Ogg s podporou pro SubRip a další formáty pro časovaný text.